# Conférence de Nagoya de 2010 sur la biodiversité
Pour les articles homonymes, voir COP 10.
 (décembre 2022).
Motif : amélioration nécessaire de la structure et actualisation
La conférence de Nagoya de 2010 sur la biodiversité (COP 10), plus connue sous le nom de conférence de Nagoya, s'est déroulée au Palais des congrès de Nagoya, dans la préfecture d'Aichi, au Japon, du 18 au 29 octobre 2010. 
La conférence a adopté le protocole de Nagoya, qui a permis quatre avancées jugées majeures :
- un meilleur accès aux ressources génétiques et un partage plus équitable des avantages issus de leur utilisation (lutte contre la biopiraterie) ;
- l'adoption d'un plan stratégique 2011-2020, avec 20 sous-objectifs quantifiés, dont un objectif de suppression en 2020 des subventions dommageables à la biodiversité ou la création d’un réseau d’espaces protégés couvrant au moins 17 % de la surface terrestre et 10 % des océans ;
- un accord pour la création de l'IPBES ;
- une mobilisation de ressources financières pour appliquer cette stratégie.

La conférence de Nagoya clôture l'année internationale de la biodiversité et dresse le bilan du plan stratégique pour la diversité biologique pour la décennie écoulée. Elle révise et actualise ce plan pour la décennie 2010-2020 en y ajoutant notamment les objectifs d'Aichi.

## Contexte et enjeux
Le discours introductif du secrétaire général y a clairement reconnu l'échec des stratégies actuelles et antérieures de protection de la biodiversité, et le besoin d'une stratégie radicalement plus efficace.

« (..) nous les 16 000 participants réunis aujourd'hui, venant de partout dans le monde, représentant les 193 Parties et leurs partenaires, sommes appelés à répondre à la perte sans précédent de la biodiversité, sérieusement aggravés par le réchauffement climatique. Pour ce faire, nous avons le courage de regarder nos enfants dans les yeux et d'admettre que nous avons échoué, individuellement et collectivement, à remplir la promesse de Johannesburg qui leur a été faite par les 110 Chefs d'État et de gouvernements de réduire sensiblement la perte de biodiversité d'ici 2010. 
Laissez-nous regarder dans les yeux de nos enfants et admettre que nous continuons à perdre de la biodiversité à un rythme sans précédent, hypothéquant ainsi leur avenir. Les 170 "4èmes rapports nationaux" reçus par les Parties à ce jour confirment que nous continuons à perdre de la biodiversité à un rythme sans précédent. La troisième édition des "Perspectives mondiales de la biodiversité" démontre que, aujourd'hui, le taux de perte de biodiversité est mille fois plus élevé que les taux historiques d'extinction. Ce rapport prédit que si nous laissons les tendances actuelles se poursuivre, nous allons bientôt atteindre un point de basculement vers des dommages irréversibles et irréparables envers la capacité de la planète à continuer à accueillir la vie sur Terre. Le rapport avertit que l'état de la biodiversité pour les prochains millions d'années sera déterminée par l'action ou l'inaction, d'une espèce, la nôtre, d'être humain, de l'humanité dans les décennies à venir. 
Comme l'a déclaré le Secrétaire général de l'Organisation des Nations Unies, M. Ban Ki-Moon, le statu quo n'est plus une option pour l'humanité. Le statu quo n'est donc pas une option sur l'ordre du jour de votre réunion d'aujourd'hui. En effet, comme le disait Albert Einstein, "l'approche qui a créé un problème ne peut être utilisée pour le résoudre ", nous avons besoin d'une nouvelle approche, nous avons besoin de renouer avec la nature et vivre en harmonie avec la nature dans l'avenir. Pour ce faire, vous êtes appelés à adopter le Plan stratégique de Nagoya pour la prochaine décennie, avec une vision pour 2050 »

— Ahmed Djoghlaf, secrétaire exécutif de la convention sur la diversité biologique
Dans son discours d'accueil et d'ouverture Ryu Matsumoto (ministre japonais de l'Environnement), a déclaré « Nous allons discuter sincèrement de l'avenir de la Terre pour trouver une solution ». « C'est en effet un moment décisif dans l'histoire de l'humanité », a complété Ahmed Djoghlaf, le secrétaire exécutif de la Convention, citant Daisetz Teitaro Suzuki qui a déclaré: « Le problème de la nature est le problème de la vie humaine ». mais, « aujourd'hui la vie humaine est un problème pour la nature » .

## Objectifs
Ils étaient rappelés dans les 215 pages du « projets de décisions pour la 10e réunion de la conférence des parties à la convention sur la diversité biologique » , préparé depuis 10 ans par les Parties à la CDB. Ces objectifs sont multiples, mais il s'agit notamment de ;
- faire le point sur les avancées mais aussi sur l'échec global du 1er Plan stratégique de la Convention, adopté en 2002, qui engageait les Parties « à mettre en œuvre de façon plus efficace et plus cohérente les trois objectifs de la Convention en vue de parvenir, d'ici à 2010, à une forte réduction du rythme actuel d'appauvrissement de la diversité biologique aux niveaux mondial, régional et national, à titre de contribution à l'atténuation de la pauvreté et au profit de toutes les formes de vie sur la planète » ; Cela concernait la biodiversité animales, végétale, fongique, microbienne, aux échelles des gènes, espèces et écosystèmes, sur terre et en mer, à l'horizon 2010 ; C'est l'objectif que s’étaient fixé les États et l’Europe à Rio 12 ans avant Nagoya. 
Il faut comprendre pourquoi les outils existant (convention mondiale, CITES, aires protégées, directives européennes, etc.) n'ont pas suffi à enrayer l'érosion de la biodiversité ni à assurer le troisième grand objectif de la convention qui était un usage soutenable et mieux partagé de la biodiversité (ressources agricoles, alimentaire, dont halieutiques, pharmaceutiques), en reconnaissant les droits des populations autochtones pour un accès et partage équitable des avantages découlant de l'utilisation des ressources génétiques issues de la biodiversité.
- Préparer de nouvelles pistes de travail, un nouveau « Plan stratégique 2011-2020 de la biodiversité » (avec une vision à horizon 2050, avec une conférence mondiale d'étape prévue en 2020 et une évaluation à mi-parcours en 2015[3]) ; pour insister sur l'importance de la vision prospective, A. Djoghlaf a cité[3] le proverbe japonais qui dit « Une vision sans action est un rêve, mais une action sans vision est un cauchemar ».
 Il s'agit aussi de préparer ou diffuser de nouveaux outils d'évaluation (dont l'Index de biodiversité urbaine testé par le projet URBIO et proposé à toutes les communes par le secrétaire général de la convention dans son discours introductif), de mise en œuvre de solutions pour mieux protéger la biodiversité et pour lutter contre la surexploitation des ressources (surpêche, déforestation et irrigation gaspillant l’eau en particulier), pollution, artificialisation et fragmentation des habitats, pollution lumineuse, espèces exotiques envahissantes, dérèglement climatique qui font que le taux d'extinction des espèces animales et végétales est désormais « jusqu'à 1 000 fois plus élevé » que les taux historiques connus autrefois, rappelle l'ONU.
- faire le point sur l'administration de la convention, ses moyens humains et financiers et valider d'éventuelles évolutions.

Les délégués envoyés par les États à Nagoya ont pu s'appuyer sur de nombreux documents préparatoires, sur des rapports des réunions intersessions des organes subsidiaires, sur un rapport du Fonds pour l'environnement mondial ainsi que sur le rapport du Secrétaire exécutif sur l’administration de la Convention et le budget du fonds d’affectation spéciale de la Convention.

### Principaux thèmes de travail
Ils ont été préparés pendant près de 10 ans. Les principaux thèmes annoncés par l'ordre du jour de l'ONU  ou par la France concernent notamment les milieux et habitats supportant la biodiversité, et étant pour partie le produit de la biodiversité, ainsi que des questions stratégiques transversales ou multisectorielles ou budgétaires et matérielles (Remarque : ces thèmes n'étaient pas classés de la même manière par la France sur son site internet (consulté 2010/10/19) et par l'ONU dans sa proposition étudiée à Nagoya. (La liste ci-dessous reprend l'ordre français, mais les 6 sujets y figurant en gras sont ceux qui ont été présentés par l'ONU comme « nécessitant un examen approfondi », les autres étant néanmoins également importants, considérés comme des « questions de fond découlant des décisions de la conférence des parties » ;
- Biodiversité agricole
- Biodiversité et terres arides et sub-humides
- Biodiversité forestière
- Biodiversité des eaux intérieures (p. 102 du Draft ; Point 5.1)[4]
- Biodiversité insulaire
- Biodiversité marine et côtière (p. 110 du Draft ; Point 5.2)[4]
- Biodiversité des montagnes (p. 126 du Draft ; Point 5.3)[4]
- cible biodiversité 2010
- Accès aux ressources génétiques et partage des avantages
- Biodiversité et développement
- Biodiversité et changement climatique (p. 156 du Draft ; Point 5.6)[4]
- Communication, éducation et sensibilisation du public (y compris Année internationale de la diversité biologique) (Point 4.8. p. 73) ;
- Économie, commerce, mesures incitatives
- Approche écosystémique (promue par l'ONU et l'OCDE)
- Stratégie mondiale pour la conservation des plantes (Point 4.7. p. 65) ;
- Initiative mondiale en taxonomie
- Évaluation des impacts
- Identification, surveillance, indicateurs et évaluations
- Espèces exotiques envahissantes ou invasives
- Responsabilité, réparation (compensation ?)
- Aires protégées (p. 131 du Draft ; Point 5.4)[4]
- Utilisation durable de la biodiversité (p. 149 du Draft ; Point 5.5)[4]
- Transfert de technologie (Point 4.6. p. 62) ;
- Coopération scientifique et technique, et mécanisme du centre d'échange (Point 4.5. p. 61) [4];
- Tourisme et biodiversité
- Savoir, innovations, pratiques traditionnelles

D'autres questions ont été abordées, dont ;
- Stratégie de mobilisation des ressources (Point 4.4 p. 46) ;
- Coopération avec les autres conventions et les organisations et initiatives internationales, engagement des parties prenantes, y compris les entreprises et la diversité biologique, les villes et la diversité biologique et la coopération Sud-Sud (Point 4.9. p. 74) ;
- Mécanisme de financement : quatrième examen de l'efficacité et orientations (Point 4.10 ) ;
- Questions nouvelles et émergentes (Point 6.9., p. 212 du draft[4])
- La mise à jour de la stratégie mondiale, à horizon 2050
- Les questions éthiques (vis-à-vis des populations autochtones et locales quand des actions ou projet ont ou peuvent avoir des impacts sur la biodiversité)

## Sous-enjeux
Un lien très important a été confirmé à Nagoya, quelques semaines avant la Conférence de Cancún sur les changements climatiques, entre la question du réchauffement climatique et celle de la biodiversité. Ce lien a plusieurs fois été rappelé durant la conférence, et reconnu dans sa conclusion .
Et en effet, outre que la biodiversité est le puits de carbone naturel qui peut absorber le plus de carbone émis par l'homme, elle est le principal facteur de résilience écologique face au changement climatique. Dans le même temps, elle est également menacée par l'acidification des océans, les incendies, la montée de la mer et par une hausse trop brutale des températures, autant de facteur contrôlés par le climat mondial.

Comme le rappelait en Europe M Busher, « Il y a de fortes chances que le changement climatique ait des conséquences environnementales majeures sur les habitats naturels au cours des cinquante années à venir. Il faudra modifier de manière drastique la conservation de la diversité biologique pour éviter les extinctions massives d'espèces et d'habitats menacés ».

Cette conférence faisait donc aussi écho à la Conférence de Copenhague de 2009 sur les changements climatiques et aux objectifs de l'ONU en matière de lutte contre la désertification et la dégradation des sols.

Elle a mobilisé de nombreux délégués de l’Union européenne, de pays et de grandes ONG inquiets du constat de la disparition croissante ou à peine freinée d’une grande partie du patrimoine génétique des espèces et des espèces elles-mêmes qui risque de mettre en péril les grands équilibres écologiques face au dégradation du climat et des sols. En Europe, une Directive cadre pour la protection des sols était en préparation, et un atlas sur la biodiversité des sols venait d'être publié, peu avant la Conférence.

## Constat largement partagé
À la différence de ce qui s'est passé pour le changement climatique avant et durant Copenhague, l’effondrement de la biodiversité et de la naturalité n'ont pas été niés.

Hormis dans les lieux très reculés de la planète, la dégradation des habitats et milieux naturels est maintenant visible par tous, et dans le monde entier, notamment grâce aux images satellites aujourd'hui largement diffusées.

« La biodiversité dans le monde est dans un état alarmant : une espèce de mammifère sur quatre, une espèce d’oiseau sur huit ou encore une espèce d’amphibien sur trois sont menacés, donc risquent de disparaître de la planète. On sait qu’il y a un rythme d’apparition et de disparition naturel des espèces mais aujourd’hui on est sur un rythme d’extinction qui est de 100 à 1000 fois supérieur au rythme des précédentes ères géologiques » a rappelé Sébastien Montcorp, directeur de l'UICN ('Union internationale pour la conservation de la nature) pour la France.
L'appauvrissement des patrimoines génétiques des espèces qui n'ont pas disparu est également fortement dégradé, y compris pour les espèces domestiquées. Ceci pose problème pour l'alimentation et l'adaptation au changement climatique.

## Propositions préparatoires
La conférence devait permettre
- de mettre à jour et renforcer le plan stratégique de l'ONU (et du PNUE en particulier) pour les 10 prochaines années, plan qui devrait se décliner en une vingtaine de programmes d'actions.
- d'adopter un nouvel accord contraignant sur l'accès et le partage des avantages de l'exploitation commerciale de la biodiversité * de proposer et éventuellement valider des outils de financement et de nouveaux engagement des États
- de proposer et éventuellement valider un outil mondial d'observation de la biodiversité. Il n’existe pas encore d’équivalent du GIEC pour la biodiversité, mais l’ONU a soutenu le Millennium Ecosystem Assessment, divers travaux d'évaluation de la valeur de la biodiversité et des services écosystémiques, et un projet dit IPBES d'équivalent du GIEC est en cours, soutenu par de nombreux pays, dont la France. C'est un des sujets qui devrait être abordé durant la conférence.

### Vers des codes de conduite éthique
Un des apports originaux de Nagoya pourrait être la validation de 25 principes éthiques à intégrer volontairement dans tous « les cas d’activités/interactions avec les communautés autochtones et locales » concernant des questions liées à la biodiversité.

Ces principes (résumés ci-dessous), sont présentés en annexe du projet de convention dans un chapitre intitulé « Éléments d’un code de conduite éthique propre à assurer le respect du patrimoine culturel et intellectuel des communautés autochtones et locales présentant un intérêt pour la conservation et l’utilisation durable de la diversité biologique ».

Ils ne sont pas opposables, mais de par le contexte qui les a fait proposer, et alors que l'information environnementale, les audits environnementaux prennent de l'importance, ils pourraient prendre une valeur et une force morales importante.

Ils ne vont pas jusqu'à proposer la rétroactivité qui aurait pu encourager les entreprises bénéficiant de brevets déjà déposés sur certaines ressources naturelles et génétiques à indemniser les populations locales ou les pays «fournisseurs», mais constituent un outil de plus pour décliner la convention de 1992. Ils pourraient contribuer à moraliser les relations entre l'économie et le Vivant.
- Respect des lois et règlements existants
- Propriété intellectuelle
- Non-discrimination
- Transparence/Divulgation complète
- Approbation & Consentement préalable en connaissance de cause (qui ne doivent pas être « contraint, forcé, ou manipulé »).
- Respect interculturel
- Protection de la propriété (collective ou individuelle)
- Partage juste et équitable des avantages
- Protection
- Approche de précaution (déjà mise en avant dans le principe 15 de la Déclaration de Rio sur l'environnement et le développement)
- Reconnaissance des sites sacrés, des sites présentant une importance culturelle et des terres et des eaux traditionnellement occupées ou utilisées par des communautés autochtones et locales. « Les terres et les eaux peu peuplées ne devraient pas être tenues pour désertes, car il peut s'agir de terres et d'eaux traditionnellement occupées ou utilisées par des communautés autochtones et/ou locales ».
- Accès aux ressources traditionnelles (Les communautés autochtones et locales devraient déterminer par elles-mêmes la nature et l’étendue de leur propre régime de droits sur les ressources, en fonction de leur(s) loi(s) coutumière(s)]. (…)Les activités/interactions ne devraient pas nuire à l'accès aux ressources traditionnelles, sauf en cas d'approbation de la communauté concernée. Les activités/interactions devraient respecter les règles coutumières régissant l'accès aux ressources quand cela est exigé par la communauté concernée
- Interdiction de déplacement arbitraire (pour des motifs de protection de la nature)
- Intendance/garde traditionnelle (cet article considère les communautés autochtones et locales comme intendants et gardiens des écosystèmes locaux, et invite à ce qu’elles puissent « participer activement à la gestion des terres et des eaux qu'elles occupent ou utilisent traditionnellement, y compris des sites sacrés et des aires protégées. Les communautés autochtones et locales peuvent également considérer certaines espèces de végétaux et d'animaux comme sacrées et, à titre d'intendantes de la diversité biologique, être responsables de leur bien-être et de leur viabilité […] ».
- Reconnaissance des structures sociales des communautés autochtones et locales – familles élargies, communautés et nations autochtones
- Dédommagement et/ou indemnisation (des communautés autochtones et locales en cas d’atteinte à leur patrimoine et ressources naturelles)
- Rapatriement (des informations nécessaires pour faciliter la récupération des connaissances traditionnelles liées à la diversité biologique).
- Relations pacifiques (entre les communautés autochtones et locales et gouvernements locaux ou nationaux, dans le cadre des activités/interactions liées à la conservation ou à l'utilisation durable de la diversité biologique, avec mise en place de « mécanismes de résolution des différends et des griefs adaptés aux réalités culturelles et nationales si nécessaire ».
- Recherche : Les communautés autochtones et locales devraient avoir la possibilité de participer activement à la recherche qui les concerne ou qui utilise leurs connaissances traditionnelles, relativement aux objectifs de la Convention, d'arrêter leurs projets et priorités en matière de recherche, de mener leurs propres recherches, y compris établir leurs instituts de recherche, et de promouvoir le renforcement de la coopération, des capacités et des compétences.
- Négociations de bonne foi
- Subsidiarité et prise de décisions
- Partenariat et coopération pour « soutenir, de maintenir et d'assurer l'utilisation durable de la diversité biologique et des connaissances traditionnelles. »
- parité des sexes (pour « tenir compte du rôle crucial que jouent les femmes des communautés autochtones et locales dans la conservation et l'utilisation durable de la diversité biologique »
- Participation pleine et entière/approche participative
- Confidentialité de l'information données par les populations autochtones ou locales, et des ressources, notamment « dans le cas d'information sacrée et/ou secrète. Les personnes qui travaillent avec les communautés autochtones et locales doivent savoir que des notions telles que « le domaine public » peuvent être étrangères à la culture des communautés autochtones et locales ».
- Réciprocité

### Propositions françaises
Le gouvernement français avait annoncé avant la conférence annoncé 6 objectifs prioritaires à Nagoya:
1. favoriser l'intégration transversale de la biodiversité dans les politiques sectorielles aux échelles nationales et mondiales ;
2. développer les aires protégées (marines notamment) ainsi que leur connectivité écologique ;
3. préserver les espèces menacées ;
4. pousser à mieux prendre en compte les bénéfices permis par la biodiversité, notamment via les services écosystémiques, « en prenant en compte l’ensemble des valeurs de la biodiversité (« valeur économique totale ») » ;
5. « valoriser les rapports TEEB (The Economics of Biodiversity and Ecosystem Services) et promouvoir leur prise en compte (notamment en tant qu’outils d’aide à la décision) et leur suivi » ;
6. Mieux tenir compte des liens entre changement climatique et biodiversité, en particulier via le rôle des forêts (atténuation, puits de carbone) effets sur l’environnement marin. Cette stratégie gagnante pourra être imaginée dans d’autres écosystèmes, en priorité les zones humides ;
7. encourager la mise en œuvre de mécanismes de financement innovants, tels que les paiements pour services écosystémiques ou la fiscalité incitative, en complément des financements publics existants pour la biodiversité.

Des initiatives françaises accompagnent la conférence, avec notamment une conférence Biodiversité et aires marines protégées par l'agence française des aires marines protégées, la publication d'un livre et de fiches sur « La biodiversité dans le monde francophone » soutenus par le ministère des Affaires étrangères et européennes (MAEE). Le projet « Sud Expert Plantes Initiative » sera présenté avec l'Institut de recherche pour le développement (IRD). Les "Valeurs économiques pour la biodiversité et les services écosystémiques" seront abordés par REAL LIFE-FAIRE, avec le soutien du ministère du Développement durable.
Chantal Jouanno a rappelé que la France apporterait 1 million d’euros à l’initiative africaine créant un fonds multilatéral soutenant la mise en œuvre du protocole et qu'elle porterait à 10 % le taux de l’aide publique au développement consacrée à la biodiversité dans les pays en développement, conformément aux engagements du Grenelle Environnement ; une augmentation progressive des budgets consacrés à la biodiversité devrait les porter à 500 millions d'euros/an en 2014. La France devrait ainsi dans la décennies 2010-2020, consacrer 4 milliards d’euros à la biodiversité mondiale, dont D. Jouanno rappelle qu'elle « est un des piliers du développement et de la santé humaine comme l’avait souligné à New- York en septembre 2010 le sommet sur les objectifs du millénaire pour le développement ».

### Position européenne
L'Union européenne devrait également soutenir la mise en place de nouveaux financements pour préserver la biodiversité, notamment avec l’évaluation comptable des services rendus par la biodiversité, ainsi que la signature d’un protocole sur l’accès et le partage des ressources génétiques issues de la biodiversité.
Une délégation européenne doit représenter à Nagoya le point de vue communautaire des 27 États-membres, basé sur des retours d'expérience de la stratégie européenne pour la biodiversité, ses projets de nouveaux objectifs pour 2020, l'avis du Conseil de l'Union européenne, les préconisations des parlementaires européens qui ont invité le Conseil de l'Europe et les États-membres «à soutenir des sous-objectifs mesurables, ambitieux, réalistes et assortis d’échéances»: protéger au moins 20 % des terres et eaux, restaurer 15 % au moins des écosystèmes dégradés ou supprimer les subventions néfastes pour la biodiversité.
Ceci implique d'appliquer de réels critères d'écoéligibilité aux subventions européennes et en particulier à la PAC (politique agricole commune), certains comme Sandrine Bélier, députée européenne (Europe Écologie) estiment qu'on pourrait en Europe arguer des accords de Nagoya pour réduire les montants des subventions à l’agriculture, mais que la vraie raison est qu'en raison de la crise, « les caisses sont vides ».
Une position tiède qui laissera certainement la part belle aux lobbys politiques ou industriels: si les États-Unis ne seront pas présents à Nagoya en tant qu'État, les firmes américaines seront elles bien là pour défendre leurs intérêts.

### Chine et pays dits émergents
Le 19 octobre 2010 Le groupe des 77 et la Chine ont proposé un plan d'action pluriannuel (à horizon 2020) de coopération sud-sud (incluant une coopération triangulaire, des échanges de savoir et de technologies) sur la biodiversité pour le développement. « L'adoption de ce plan par le Groupe des 77 et la Chine est une étape importante vers un succès de la dixième réunion de la Conférence des Parties », a déclaré Ahmed Djoghlaf (Secrétaire exécutif de la Convention sur la diversité biologique) .

## Résultats
Selon le communiqué final du secrétariat de la conférence, du 29 octobre 2010, C'est une « décision historique » qui résulte de la conférence, « qui permettra à la communauté de nations de faire face au défi sans précédent de la perte continue de la biodiversité aggravée par les changements climatiques ». « L’histoire se souviendra que c’était ici à Nagoya qu’une nouvelle ère de vie en harmonie est née et qu’une nouvelle alliance mondiale pour protéger la vie sur Terre a été établie » ajoute le communiqué qui précise que les gouvernements ont trouvé un accord sur le triple objectif de la conférence.
Ils ont adopté :
- un nouveau Plan stratégique de dix ans, dit « Objectif d'Aichi », contenant 20 objectifs principaux, organisés en 5 buts stratégiques traitant les causes sous-jacentes à la perte de la biodiversité, réduisent les pressions sur la biodiversité, sauvegardent la biodiversité à tous les niveaux, améliorent les bienfaits fournis par la biodiversité, et facilitent le renforcement des capacités.« qui doit guider les efforts internationaux et nationaux pour sauver la biodiversité par l’action accrue afin de rencontrer les objectifs de la Convention sur la diversité biologique »[6] ; « L’Objectif d’Aichi » devient le nouveau « cadre général sur la biodiversité non seulement pour les conventions relatives à la biodiversité, mais pour le système des Nations Unies en entier. Les Parties ont accepté de convertir ce cadre international général en stratégie et plan d’action nationaux pour la biodiversité d’ici deux ans » [6].
- une nouvelle stratégie de mobilisation de ressources pour substantiellement augmenter les niveaux d'aide publique au développement en soutien à la biodiversité ;
- un nouveau Protocole internationale sur l'accès et le partage des avantages issus de l’utilisation des ressources génétiques de la planète, dit « Protocole de Nagoya » [6], devant entrer en vigueur avant 2012, et présenté comme historique par l'ONU, avec en outre « la création d’un mécanisme multilatéral mondial qui opérera dans les zones transfrontières ou les situations où un consentement préétabli et informé n'a pu être obtenu ». Un million d' US dollars sont promis par Fonds pour l'environnement mondial pour faciliter et accélérer sa mise en place.

Parmi les objectifs du nouveau plan, les Parties s'engagent :
- - « à réduire au moins de moitié ou, lorsque possible, à près de zéro le taux de perte d’habitats naturels, y compris les forêts » [6];
  - à protéger « 17 % des zones terrestres et d’eaux continentales et 10 % des zones marines et côtières »[6];
  - à conserver et restaurer « au moins 15 pour cent des zones dégradées » [6]
  - « faire un effort spécial pour réduire les pressions affligeant les récifs coralliens »[6]
  - mettre en œuvre « un plan d’action sur les villes et la biodiversité, adopté par le Sommet de Nagoya sur les villes et la biodiversité auquel plus de 200 maires ont assisté »

Il s'agit aussi de :
- changer les législations nationales ou pan-nationales (collectées par le portail international du droit de l'environnement ECOLEX mis en place par l'ONU, la FAO et l'UICN) pour mieux leur faire prendre en compte la biodiversité ; « 122 législateurs de partout dans le monde ayant participé à la réunion de GLOBE sur les parlementaires et la biodiversité se sont accordés à soutenir la mise en œuvre du nouveau Plan stratégique »[6]
- 34 agences donatrices bilatérales et multilatérales ont décidé de prendre en compte le plan dans leurs priorités respectives de coopération au développement[6]
- mettre en œuvre le Plan d’action pluriannuel pour la Coopération Sud-Sud sur la biodiversité au service du développement, adopté par les 131 membres du Groupe des 77 et la Chine, et accueilli par la convention comme « outil important au service de la nouvelle vision »[6].
- Financer la mise en œuvre du plan (la somme de 2 milliards d'US dollars a été annoncé par le 1er ministre japonais, et 110 millions de dollars américains ont été présentés comme "mobilisés" pour l'initiative LifeWeb de la CDB (Améliorer de l'agenda des aires protégées)[6]

## Suites à donner
- Les Parties doivent d'ici 2012 (Conférence d'Hyderabad sur la diversité biologique qui sera[Passage à actualiser] la 11e réunion de la Conférence des Parties, en Inde en octobre 2012) définir « les objectifs et mécanismes par lesquels les ressources financières peuvent être identifiées, déversées et acheminées »[6].
- Dans ce cadre une réunion est prévue au Caire (29-30 novembre 2010), intitulée Workshop on innovative financing and resources mobilization in support of biodiversity objectives.
- Une autre réunion se tiendra[Passage à actualiser] les 18 et 19 décembre 2010, à Kanazawa (Japon), pour préparer la transition avec l'année internationale des forêts[9].

Il semble y avoir un consensus sur l'importance de mieux intégrer l'Agenda de la biodiversité avec celui des changements climatiques et de la dégradation des terres, (thème traité par les expositions et conférences du Pavillon des écosystèmes, où les responsables d'agences de l'environnement et/ou de l'énergie et de divers ONGEs et ONG ont discuté des façons dont ces trois agendas peuvent être mieux conjointement mis en œuvre, pour un développement plus "soutenable".
Un travail important d'harmonisation, vérification, publication et interopérabilité des données sur la biodiversité est à poursuivre et accélérer, autour du GBIF (Global Biodiversity Information Facility) notamment, qui est le portail mondial de la donnée naturaliste.

#### Listes de liens complémentaires
- (fr) Nagoya, mode d'emploi ; Page officielle de la France consacrée à la conférence.
- (fr) Sélection de sites web sur l’écologie, la biodiversité et l’environnement dans le répertoire encyclopédique : Les Signets de la Bibliothèque nationale de France
- (fr) sélection de liens sur la disparition des espèces : portail des informations publiques environnementales en France
- (fr) Références documentaires francophones sur la Biodiversité sur Agora 21
- (fr) Pour l'Année internationale de la Biodiversité le Muséum national d'Histoire naturelle propose un contenu riche et des manifestations tout au long de l'année 2010.